# STS–38
Az STS–38 jelű küldetés az amerikai űrrepülőgép-program 37., az Atlantis űrrepülőgép 7. repülése.

## Küldetés
Az Amerikai Védelmi Minisztérium (Department of Defense – DoD) megbízásából 7. alkalommal indított Space Shuttle repülés.

## Jellemzői
A beépített kanadai Canadarm (RMS) manipulátorkar 50 méter kinyúlást biztosított műholdak indítása/elfogása, külső munkák (kutatás, szerelés), hővédőpajzs külső ellenőrzése teljesítéséhez.

### Első nap
Eredetileg 1990. június 29-én indult volna, de technikai és meteorológiai okok miatt (jégverés érte) november 15-én szilárd hajtóanyagú gyorsítórakéták, Solid Rocket Booster (SRB) segítségével Floridából, a Cape Canaveral (KSC) Kennedy Űrközpontból, a LC39–A (LC–Launch Complex) jelű indítóállványról emelkedett a magasba. Orbitális pályája 89,79 perces, 28,5 fokos hajlásszögű, elliptikus pálya-perigeuma 260 kilométer, apogeuma 269 kilométer volt. Leszálló tömeg 86 677 kilogramm. Szállított hasznos teher 21 000 kilogramm.

### Műhold
A tehertérben rögzített kommunikációs műholdat a Canadarm (RMS) manipulátorkar segítségével pályairányba állították. A műhold pályairányba állítását követően az űrrepülőgép 13-16 kilométerre eltávolodott. A műholdat a 60 perc múlva, automatikusan induló PAM–D főmotor sikeresen nyújtott ellipszis pályára emelte.

#### USA 67
Gyártotta a TRW (USA). Szolgáltatásait felhasználta a Nemzeti Felderítő Hivatal (NRO), a Központi Hírszerző Ügynökség (CIA), valamint Az Amerikai Egyesült Államok Légiereje (USAF).
Amatőr (hivatásos) megfigyelők véleménye szerint nem a Magnum ELINT (ELectronic INTtelligence) rendszer eleme, hanem az SDS műholdsorozat tagja. A Satellite Data System (SDS) egy katonai kommunikációs műhold. Hasznos működéséhez tovább két kommunikációs műhold szükséges. Az alacsonyan repülő felderítő műholdak, a Lacrosse rendszer reléállomásaként szolgáltak. Infravörös érzékelőivel a korai riasztás szerves részét képezte.
Az objektum megnevezései: USA–67 (1990-097B); SDS–BF–2 (Satellite Data System); SDS–2; SDS–B. Három generációja ismert: 1976-1987 SDS–1; 1989-1996 SDS–2; 1998-tól napjainkig SDS–3. Megnevezések: USA–40 (DoD); SDS–2 1 (Satellite Data System); DS–2 (Data System); SDS–B F–1 (Satellite Data System Flight 1). Kódjele: SSC 20963. Várható élettartama 7-8 év.
Forgás-stabilizált (mechanikus) műhold, típusa HS–389. Az orbitális egység pályája 720 perces (12 órás), 57 fokos hajlásszögű, elliptikus pálya-perigeuma 368 kilométer, apogeuma 39 700 kilométer volt. Hasznos tömege 4000 kilogramm. Formája hengeres, átmérője 3,6 méter, hossza 11,8 méter. Két kommunikációs (átmérője 4,5, illetve 2 méter) és egy telemetriai antennával (átmérője 2 méter) rendelkezett. Az űreszköz hengeres felületét napelemek borították (1238 watt), éjszakai (földárnyék) energiaellátását 3 darab NiCd (kémiai) akkumulátor biztosította.
Előző műhold (SDS–2 sorozatból): USA 40 (1989–061B ), következő műhold: USA 89 (1992-086B).

#### Negyedik nap
1990. november 15-én, több mint öt nap után a Kennedy Űrközpontban (KSC), a kiinduló bázisára szállt le. Összesen 4 napot, 21 órát, 54 percet töltött a világűrben. 3 267 000 kilométert repült, 79 alkalommal kerülte meg a Földet.

## Személyzet
(zárójelben a repülések száma az STS-38 jelű küldetéssel együtt)
- Richard Covey (3), parancsnok
- Frank Culbertson (1), pilóta
- Robert Springer (2), küldetésfelelős
- Carl Meade (1), küldetésfelelős
- Charles Gemar (1), küldetésfelelős

### Visszatérő személyzet
- Richard Oswalt Covey (3), parancsnok
- Frank Culbertson (1), pilóta
- Robert Clyde Springer (2), küldetésfelelős
- Carl Meade (1), küldetésfelelős
- Charles Gemar (1), küldetésfelelős